# Дженезис (космически апарат)
Космическият апарат Дженезис (на английски: Genesis) е първият опит да се съберат проби от слънчевия вятър и първата мисия, която се завръща с проби отвъд орбитата на Луната. Изстреляна е на 8 август 2001 и се разбива на 8 септември 2004 г. след конструктивен дефект, който не позволява отварянето на парашута ѝ. Сблъсъкът заразява много от пробите, но все пак учените успяват да изолират полезни проби и към март 2008 всички главни цели на мисията са постигнати успешно.